# 1991年の出版
1991年の出版（1991ねんのしゅつぱん）では､1991年出版に関する出来事についてまとめる。
出版社の設立・倒産文庫・新書の創刊､雑誌の創刊・休刊・廃刊・復刊の日付はそれぞれの創刊号・最終号・復刊号の発売日である。

## 出版関係の出来事

### 1月
- 東京ニュース通信社のビデオ雑誌『月刊TVガイドビデオコレクション』を休刊。

### 3月
- 3月22日 - 東京ニュース通信社の月刊テレビ情報誌『TV Taro』を創刊。
- アウトバーンの月刊音楽雑誌『REMIX』を創刊。[1]

### 4月
- 4月16日 - 三栄書房のゴルフ雑誌『ゴルフトゥデイ』を創刊。[2]
- メディアックスの成人向け漫画雑誌『コミック花いちもんめ』を創刊。
- 岩波書店の雑誌『よむ』を創刊。

### 9月
- 9月10日 - KKベストセラーズの競馬雑誌『競馬最強の法則』を創刊。
- 12日 - 講談社社の女性向けファッション・ライフスタイル月刊誌『FRaU』を創刊。

### 11月
- 11月20日 - ファッシネイションの歌謡専門誌『よい子の歌謡曲』を休刊。[3]

### 12月
- 12月27日 - 集英社の芸能週刊誌『週刊明星』を休刊。

特記した場合を除き創刊・休刊・廃刊・復刊の日付は､それぞれ創刊号・最終号・復刊号の発売日である。